# Worth County (Missouri)
Worth County is een county in de Amerikaanse staat Missouri.
De county heeft een landoppervlakte van 690 km² en telt 2.382 inwoners (volkstelling 2000). De hoofdplaats is Grant City.